# Икономика на Словения
Икономиката на Словения е добре развита и просперираща, с един от най-високите БВП на глава от населението в Централна и Източна Европа. Икономическият и политически преход в страната се провежда стабилно и без сътресения. В бившата югославска република има добре изградена инфраструктура, високо образована работна сила, както и наличие на стратегичско географско положение. Въпреки това приватизацията се провежда бавно и е една от държавите с най-високо ниво на държавен контрол в ЕС. Равнището на преките чуждестранни инвестиции са под средното за региона. Пазарът на труда е недостатъчно гъвкав, което е причина за неговата ниска конкурентоспособност, което води до загуба на пазари за някои индустриални продукти – местно производство. Глобалната икономическа криза от 2008 г. причинява спад на производството и износа с 8 % през 2009 г., като в същото време безработицата се покачва до над 12 % през 2012 г.

## Общ преглед
Въпреки че съставлява само 1/13 от цялото население на СФРЮ, Словения е една от най-продуктивните държави в рамките на бивша Югославия, допринасяйки за 25% от нейния БВП и над 30% от нейния износ.
След полуаването на своята независимост през 1991 г., Словения се впуска в упражняването на контрол на своите активи. Често те биват придобивани от близки на правителството или банките на тъмно. Според анализатори именно това е причината на задъхващата се икономика в настоящето и множеството големи компании изправени пред фалит. Към настоящия момент бившата югославска република е пред риск да преживее тежка банкова криза, причинена от рисков мениджмънт, слаб правителствен контрол над държавните банки и ниската ефективност на надзора.
В изследването за икономическата свобода, Словения се нарежда на 76-о място в света, със своя резултат от 61,7 пункта, което е понижение с 1,2 пункта в сравнение с предходната година. Структурните реформи не са достатъчни, а институционалната немощ не може да осигури икономическия растеж в дългосрочен план. В същото време съдебната система е неефективна и зависима от политическата конюнктура, докато корупцията е широко разпространена в стопанския живот на държавата. Плануваните реформи в пенсионната система и увеличаваането на възрастта за пенсиониране на 65 години, трябва да доведат до намаляване на натиска върху бюджета, причинен от застаряващото население. Правителството изготвя план за подобряване на гъвкавостта при трудовия пазар чрез намаляване на разходите извън заплатите.
XXI век започва обещаващо за Словения. До началото на глобалната финансова криза е отчитан растеж на БВП средо 3 – 4% на година, което спомага за бързото настигане на по-развитите страни членки на ЕС, а именно 91% от средното за съюза през 2008 г.

## Структура на икономиката
През 2011 г. малко над 130 000 бизнес единици оперират в страната (57 798 компании и 73 072 еднолични търговци). Голямото мнозинство от тях (99,8%) са микро, малки и средни предприятия. Те надвишават средните нива за ЕС по наета работна сила (70,6%) и добавена стойност в икономиката (63%). 33% от малките и средни предприятия са заети във високотехнологични производствени дейности и такива, базирани на знанието.
Големите предприятия са малко под 700, като играят ролята на двигател за икономиката на Словения, както и осигуряват излаз на по-малките от тях на международни пазари. Компаниите във високотехнологичните производства са главно големи и средни.
Компании според размера (2011)
| Размер | Брой компании | Заети (%) | Приходи (%) | Дял в износа (%) |
| ------ | ------------- | --------- | ----------- | ---------------- |
| Микро  | 53 966        | 28,4      | 17,2        | 9,6              |
| Малки  | 2397          | 15,9      | 13          | 9,4              |
| Средни | 740           | 16,4      | 15,4        | 14,2             |
| Големи | 695           | 39,2      | 54,4        | 66,8             |
| Общо   | 57 798        | 100       | 100         | 100              |

## Конкурентоспособност
Нивото на конкурентоспособност се влошава в последните години. Основни причини за това са недоброто развитие на финансовия пазар, ниската ефективност на пазара на труда, незачитането на върховенството на закона и лошото функциониране на институциите, ниското ниво на инвестициите и иновациите. През 2013 година Словения се нарежда на 56-о място от общо 144 страни по конкурентоспособност в изследване извършено от Световния икономически форум. най-добрите показатели за страната засягат висшето и основно образование, здравеопазването, иновациите, технологичния потенциал, инфраструктурата и развитият стоков пазар. Най-големите трудности пред бизнеса са трудният достъп до финансиране, бюрокрацията, закостенялото трудово законодатество, данъците и данъчното регулиране.

## Индустрия
В условията на рецесия, структурна безработица, свиваща се световна икономика и намалена конкурентоспособност, Словения се фокусира върху развитието на нейната индустрия като генератор за иновации, растеж и създаване на нови работни места.
Индустрията в Словения допринася с 20% от общата добавена стойност в икономиката на страната. Повече от 25% от услугите са свързани с нея. По оценки на Европейската комисия всеки 100 работни места, създадени в този сектор създават нови 60 – 200 свързани работни места. 80% от преките инвестиции в изследвания и развитие са в пряк досег с индустрията. Приоритет за правителството са следните направления: проблемите с околната среда, енергийната ефективност и по-доброто усвояване на природните ресурси, производството на храни, автомобилната индустрия, ИКТ, дървен материал, електроника, метали, фармацевтика, нанотехнологии и биотехнологии.
Независимо от скромните си размери, Словения има силно диверсифицирана индустрия, която има над средните нива на продуктивност за Европейския съюз. През 2011 г. 12,2 % от компаниите опериращи в страната са били заети в индустриалния сектор. Добавената стойност за всеки зает в него възлиза на 36 014 евро за същата година. Най-важните дялове са: металообработката, фармацевтиката, електронни компоненти, производство на пластмаси и химикали.